# Karin Clercq
Pour les articles homonymes, voir Clercq.
 (octobre 2020).
Si vous disposez d'ouvrages ou d'articles de référence ou si vous connaissez des sites web de qualité traitant du thème abordé ici, merci de compléter l'article en donnant les références utiles à sa vérifiabilité et en les liant à la section « Notes et références ».
Karin Clercq, née le 3 mars 1972 à Bruxelles, est une chanteuse, autrice, compositrice et actrice belge.

## Carrière
(décembre 2024).
Karin Clercq est née en 1972 à Bruxelles.[réf. nécessaire]
Femme X, le premier album de Karin Clercq, sort chez PIAS au printemps 2002 en Belgique, en France et en Suisse. Simples et percutants, les mots doux-amers de Karin Clercq étaient portés par les compositions de Guillaume Jouan (Miossec) alliant guitares électriques, accents bruitistes et esquisses électroniques. Rapidement, les singles Ne pas et Les Petites Errances permettent à Karin de se trouver un public enthousiaste en créant un bouche-à-oreille efficace. Les concerts ont fait la suite... Des Nuits Botanique aux Francofolies de Spa en passant par les Vieilles Charrues et le Paléo Festival en Suisse, Karin Clercq suit son petit bonhomme de chemin… Après avoir reçu le Prix Rapsat-Lelièvre (WBM Québec 2004) du disque de chanson pour Femme X au Québec, Karin Clercq revient en 2005 avec un deuxième album intitulé Après l'Amour, sort chez PIAS également. Réalisé à Rennes et Bruxelles, toujours avec Guillaume Jouan.
En 2009, Karin Clercq sort son troisième album dénommé La vie Buissonnière (Gabal Productions) où elle vole désormais de ses propres ailes. Réalisé avec Stef Van Alsenoy et une panoplie d'artistes belges talentueux (Geoffrey Burton, Dominique Vantomme, François Verrue, Ozark Henry...). Deux ans plus tard paraît en France un EP Eponyme issu de son troisième album, réenregistré et complètement remanié par Thomas Semence[Qui ?]. 
En 2013, sort un road movie musical, un side project composé avec le breton Guillaume Jouan sous le nom de Kate & Joe BB qui tournera en girl band avec Céline Chappuis, Alice Vande Voorde et Gaelle Swann. En juin 2014 sort questions-réponses, un morceau produit par Benjamin Schoos et Jacques Duvall sur le label Freaksville Records. Deux ans plus tard, Karin Clercq se lance dans un projet jeune public, et sort Michael et moi, une BD-CD Funky qu'elle réalise avec le collectif KARMA (Marie Warnant - Marco Paulo - Karin Clercq). Elle en assure également les BD-concerts, avec Marie Warnant, Cédric Van Caillie et Alice Vande Voorde. Son quatrième album, composé avec Alice Vande Voorde et réalisé par Emmanuel Delcourt, sort en septembre 2018.
Karin Clercq assure les premières parties de Miossec, Cali, Louise Attaque, Jean-Louis Murat, Dominique A, An Pierlé… et tourne sur de nombreuses scènes européennes dont le Festival des Vieilles Charrues, Paléo Festival, Francofolies de Spa, Nuits Botanique ainsi qu'au Québec : Coup de cœur francophone.
Les chansons de Karin Clercq ont été utilisées en synchro notamment sur la série américaine Urgences (Femme X, 2004), le film Coquelicots de Philippe Blasband (La Chanson d’Anna, 2008), la série française Un Flic (Déboussolée, 2010), le reportage À la recherche du prince Charmant (Croque la pomme, 2013). Karin Clercq est comédienne de théâtre, de fiction et de doublage.[réf. nécessaire]

## Discographie

### Albums
- 2002 - Femme X, réalisé par G. Jouan.
- 2005 - Après l'amour, réalisé par G. Jouan
- 2009 - La Vie buissonnière, coréalisé par Stef Van Alsenoy et Karin Clercq
- 2011 - EP, réalisé par Thomas Semence
- 2013 - Kate & Joe BB par G. Jouan et K. Clercq
- 2014 - Alabama Song, librement inspiré de Alabama Song de Bertolt Brecht.
- 2016 - Michael et moi, BD-CD scénario, paroles et musiques par Karin Clercq et Marie Warnant. Dessins par Marco Paulo.
- 2018 - La Boîte de Pandore, réalisé et arrangé par Emmanuel Delcourt et composé par Karin Clercq, Alice Vande Voorde et Emmanuel Delcourt. Textes de Karin Clercq. Enregistré par Laurent Mathoux et Christophe Loncour et mixé et masterisé par Rémy Deliers.
- 2023 - Alive, double album live.

### Participations
- 2006 : Transparence (Luc Page) : titre Le Refuge
- 2009 : Le Grand Voyage (Michel Drucker Expérience) : titre Respire pour deux en duo avec Alain Pire
- Radio des Bois, adaptation des chansons en français.

### Synchro
- 2004 : Femme X sur la série Urgences
- 2008 : La Chanson d'Anna sur Coquelicots de Philippe Blasband. Album Femme X.
- 2010 : Déboussolée sur Un flic de Patrick Dewolf (France 2). Album La Vie buissonnière.
- 2013 : Croque la pomme de Kate & Joe BB sur le documentaire À la recherche du prince Charmant (RTBF Arte) de Anne-Françoise Leleux et A. Grégoire.

## Filmographie

### Cinéma
- 1996 - Sono pazzo di Iris Blond de Carlo Verdone
- 1998 - Ça ne se refuse pas de Eric Woreth - La journaliste
- 1998 - The Commissioner de George Sluizer
- 2012 - Court métrage :  La Promotion de Michelangelo Marchese sur un scénario de Gabriel Alloing.
- 2013 - Court métrage : Dérapages de Michelangelo Marchese sur un scénario de Valérie Lemaître.
- 2015 - The Kaiser's last Kiss de David Leveaux.

### Télévision
- 2005 - Nom de Code : DP de Patrick Dewolf
- 2010 - Un flic de Patrick Dewolf épisode Permission de Sortie - Gloria
- 2016 - Série Transferts (Arte)
- 2016 - Série e - Legal (RTBF)
- 2018 - Série Ennemi public (RTBF) saison 2
- 2018 - Pauvrophobie
- 2019 - Série Unité 42 (RTBF)
- 2019 - Série Cellule de crise (Entre chien et loup - Belgique Suisse France)
- 2022 - Série Ennemi public (RTBF) saison 3.

## Théâtre
- 1996 : D'elles d'après Jean Genet avec France Bastoen sous le regard de Patrick Brull. théâtre de la Balsamine.
- 1997 : À la recherche de Penthésilée d'après Heinrich von Kleist sous le regard de Monique Donay et Michael Delaunoy.
- 1998 : Le Sommeil de la raison de Michel de Ghelderode, mise en scène par Jean-Paul Humpers
- 1999 : Les Tricheuses de Layla Nabulsi, Marie-¨Paule Kumps, Pascale Tison et Laurence Vielle, mise en scène par Christine Delmotte
- 1999 : Egmont de Wolfgang von Goethe, mise en scène par Jean-Claude Idée
- 2000 : La Chanson de septembre de Serge Kribus, mise en scène par Marcel Delval
- 2000 : Un pour la route de Harold Pinter, mise en scène par Marcel Delval
- 2001 : Quand j'ai tué pour de vrai de Chantal Myttenaere, mise en scène par Xavier Lukomski
- 2002 : Cocori & Co, la boîte disjoncte, mise en scène par Gabriel Alloing
- 2003 : Le Joli Monde de Stanislas Cotton, Lecture spectacle du MET mise en scène par Christine Delmotte
- 2004 : Berce mon cœur de Alice Ley/ Lecture spectacle du MET
- 2004 : Anna de Fabrice Gardin/ Lecture spectacle du MET
- 2007 : Le Silence des mères de Pietro Pizzuti, mise en scène par Christine Delmotte Reprise en 2009.
- 2010 : L'Éducation des jeunes filles de Karin Clercq et Gabriel Alloing, mise en scène par Gabriel Alloing.
- 2011 : Cinq Filles couleur pêche de Alan Ball, mise en scène par Christine Delmotte
- 2013 : On a fait tout ce qu'on a pu... de Philippe Fenwick au Théâtre 13. Guest de Kate Burningbabe.
- 2022 : La Véritable Histoire de Sigmund Freud de Susann Heenen-Wolf mis en scène par Christine Delmotte/ Lecture spectacle du MET
- 2022 : Le Malade imaginaire de Molière, mis en scène par Stéphanie Moriau à la Comédie Claude Volter.

## Doublage

### Cinéma
- 2011 : Our Idiot Brother : Cindy Harris (Rashida Jones)
- 2016 : Toni Erdmann : Ines Conradi (Sandra Hüller)
- 2021 : Mad Dog (it) : Antonella Rio (Roberta Caronia (it))
- 2024 : Chief of Station (en) : ? (?)

### Télévision

#### Téléfilms
- 2018 : Un Noël sous les projecteurs : ? (?)
- 2023 : Un nouvel ami pour Noël : Katie (Bridget Wareham)

#### Séries télévisées
- depuis 2021 : Mocro Maffia : ? (?) (depuis la saison 3)
- 2023 : Orphan Black: Echoes : ? (?)